# 陈新发
陈新发（1960年7月—），汉族，河南省临汝县（今河南省汝州市）人，中华人民共和国政治人物。教授级高级工程师，1998年5月加入中国共产党。
早年毕业于中国地震局地质研究所构造地质学专业。后担任中国石油新疆油田公司总经理。2009年9月，担任克拉玛依代理市长。2010年3月，担任克拉玛依市长。2015年1月任中共克拉玛依市委书记。2017年3月，不再担任克拉玛依市委书记。转任新疆维吾尔自治区人民政府党组成员。